# Йозеф Шнайдер (офіцер)
Йозеф Шнайдер (нім. Josef Schneider; 14 липня 1914, Райнбрайтбах — 26 квітня 1981, Райнбрайтбах) — німецький офіцер, гауптман резерву вермахту (1 жовтня 1944). Кавалер Лицарського хреста Залізного хреста з дубовим листям.

## Біографія
В 1935/37 роках проходив строкову службу в 20-му піхотному полку. 26 серпня 1939 року призваний на службу і зарахований в 208-й піхотний полк, з яким брав участь у Французькій кампанії. Наприкінці 1940 року переведений в 207-й єгерський полк. З червня 1941 року брав участь у Німецько-радянській війні. Відзначився у боях під Ізюмом. 1 липня 1943 року призначений командиром 13-ї роти свого полку. Влітку 1944 року був тяжко поранений під час боїв в Південній Україні. Після одужання призначений командиром роти 100-го гірського запасного і навчального полку. В травні 1945 року здався американським військам.

## Нагороди
- Залізний хрест
  - 2-го класу (27 липня 1941)
  - 1-го класу (10 вересня 1943)
- Штурмовий піхотний знак в сріблі
- Почесна застібка на орденську стрічку для Сухопутних військ (1 березня 1942)
- Медаль «За зимову кампанію на Сході 1941/42» (2 вересня 1942)
- Лицарський хрест Залізного хреста з дубовим листям
  - лицарський хрест (19 грудня 1942)
  - дубове листя (№ 389; 10 лютого 1944)
- Нагрудний знак «За поранення» в сріблі
- 3 нарукавні знаки «За знищений танк»
- Німецький хрест в золоті (20 січня 1945)